# Hot d'or
L'Hot d'or è stato un premio europeo per il cinema pornografico, di solito consegnato ogni anno a maggio a Cannes in Francia nello stesso periodo del Festival di Cannes. 
È spesso considerato l'equivalente pornografico della Palma d'oro; l'analogo premio statunitense sono gli AVN Awards. I premi sono stati consegnati annualmente dal 1992 al 2001. Dopodiché la manifestazione si è svolta ancora nel 2009 in occasione dei 20 anni della rivista pornografica francese Hot Video.
Tra le più famose vincitrici ci sono Tabatha Cash, Jenna Jameson, Laure Sainclair ed Estelle Desanges.

## Attrici

### Migliore attrice - Voto dei professionisti
- 2001: Ocèane

### Migliore attrice rivelazione
- 2001: Estelle Desanges

### Migliore attrice europea
- 2009: Tarra White per Billionaire
- 2001: Daniella Rush per Orgie en noir
- 2000: Laura Angel
- 1999: Nikki Anderson per L'enjeu du désir
- 1998: Laure Sainclair per Les Nuits de la Présidente
- 1997: Laure Sainclair
- 1996: Coralie
- 1995: Draghixa in Le Parfum de Mathilde della Vidéo Marc Dorcel
- 1994: Tabatha Cash
- 1993: Angelica Bella

### Migliore attrice straniera
- 1992: Zara Whites per il film Rêves de cuir

### Migliore attrice non protagonista europea
- 2001: Estelle Desanges in Project X
- 2000: Sylvia Saint in Le Contrat des Anges
- 1999: Dolly Golden
- 1998: Coralie
- 1997: Olivia Del Rio in La Ruée vers Laure della Vidéo Marc Dorcel
- 1996: Élodie Chérie in La Princesse et la Pute della Vidéo Marc Dorcel

### Migliore starlet europea
- 2009: Black Angelika
- 2001: Judith Fox
- 2000: Meridian
- 1999: Kate More
- 1998: Jade
- 1997: Nikki Anderson in Sweet Lady
- 1996: Laure Sainclair
- 1995: Barbara Doll
- 1994: Valy Verdi
- 1993: Tabatha Cash

#### Migliore attrice francese
- 2009: Katsuni per Pirates II: Stagnetti's Revenge
- 2001: Océane per Project X
- 2000: Dolly Golden
- 1995: Coralie
- 1992: Carole Tennessy

#### Migliore starlet francese
- 2009: Angell Summers
- 2001: Clara Morgane
- 2000: Estelle Desanges

### Migliore attrice statunitense
- 2009: Jesse Jane per Pirates II: Stagnetti's Revenge
- 2001: Tera Patrick in La Croisée du Désir
- 2000: Stacy Valentine
- 1999: Jill Kelly
- 1998: Jenna Jameson in Sexe de Feu, Cœur de Glace
- 1997: Jenna Jameson
- 1996: Jenna Jameson
- 1995: Ashlyn Gere
- 1992: Ashlyn Gere

#### Migliore starlet statunitense
- 2009: Kayden Kross
- 2001: Briana Banks
- 2000: Tera Patrick
- 1999: Alisha Klass
- 1998: Stacy Valentine
- 1996: Jenna Jameson
- 1995: Chasey Lain

## Attori

### Miglior attore – Voto dei professionisti
- 2011: Jar Gammel
- 2010: Degrenne Arno
- 2001: Sebastian Barrio

### Miglior attore
- 2001: Marc Barrow in Profession : Gros Cul
- 1997: Richard Langin in The Pyramid

### Miglior attore europeo
- 2001: Ian Scott in Max
- 2000: Ian Scott in L'Emmerdeuse
- 2000: Dolly Golden in Les Tontons Tringleurs
- 1995: Christophe Clark in Citizen Shane di Marc Dorcel con Anita Rinaldi
- 1994: Christophe Clark in Délit de séduction di Michel Ricaud con Deborah Wells
- 1992: Christophe Clark in Le Clown di Niels Monitor con Angelica Bella.

### Miglior attore rivelazione europeo
- 2009: Chucky Ice in Sex and High Speed
- 2000: Marc Barrow in Hotdorix

### Miglior attore rivelazione statunitense
- 2000: Titof
- 1997: Philippe Dean in The Pyramid

### Miglior attore statunitense
- 2009: Evan Stone in  Pirates II: Stagnetti's Revenge
- 2001: Mark Davis in La Fille de Justine
- 2000: Randy Spears in DMJ 6
- 1998: Mark Davis in Zazel

## Realizzatori

### Miglior regista
- 2001: Pierre Woodman per Madness

### Miglior regista – voto dei professionisti
- 2001: Fred Coppula

### Miglior regista rivelazione
- 1997: Kris Kramski
- 1996: Christophe Clark
- 1995: Rocco Siffredi

### Miglior regista europeo
- 2009: Alessandro del Mar per Billionaire
- 2001: Pierre Woodman
- 2000: Fred Coppula per L'Emmerdeuse
- 1999: Alain Payet per La Dresseuse della Blue One
- 1998: Pierre Woodman per Tatiana
- 1997: Pierre Woodman per The Pyramid
- 1996: Marc Dorcel
- 1995: Marc Dorcel
- 1994: Michel Ricaud
- 1993: Michel Ricaud

#### Miglior regista straniero
- 1992: John Leslie

### Miglior regista rivelazione europeo
- 2000: Gabriel Zéro per La Vérité si tu bandes!
- 1999: Fred Coppula per Niqueurs Nés della Blue One
- 1998: Anita Rinaldi

### Miglior regista statunitense
- 2000: Michael Ninn per Rituals
- 1998: Kris Kramski

## Hot d'Or d'Honneur
- 2001: Larry Flynt
- 2001: Sharon Mitchell
- 2001: Paul Fishbein
- 2001: Ovidie
- 2000: Ona Zee
- 1999: Jenna Jameson
- 1999: Laure Sainclair
- 1994: Zara Whites
- 1996: Richard Allan
- 1996: Nina Hartley
- 1995: Alban Ceray

## Film

### Miglior film
- 2001: Stavros della Colmax
- 2001: Hell, Whores and High Heels della Private

### Miglior film - voto professionisti
- 2001: Max della  Blue One

### Miglior film europeo
- 2000: L'Emmerdeuse di Fred Coppula
- 1999: L'Enjeu du Désir con Nikki Anderson
- 1998: Tatiana di Pierre Woodman per Private
- 1997: The Pyramid di Pierre Woodman  per la Private
- 1996: La Princesse et la Pute della Vidéo Marc Dorcel
- 1995: Citizen Shane della Vidéo Marc Dorcel
- 1994: Délit de séduction della Vidéo Marc Dorcel
- 1993: Arabika della Mario Salieri Entertainment Group

### Miglior film straniero
- 1992: La Chatte 2

### Miglior film francese - Budget medio
- 2001: Stavros della Colmax
- 2000: La Soirée des Connes della JTC
- 1999: Niqueurs Nés della Blue One

### Miglior film statunitense
- 2000: Rituals di Michael Ninn
- 1998: Lisa

### Migliore sceneggiatura originale
- 2001: Orgie en noir di Ovidie
- 2000: L'Emmerdeuse di Fred Coppula per la Blue One
- 1998: Tatiana della Private
- 1997: The Pyramid della Private
- 1996: La Princesse et la Pute della Vidéo Marc Dorcel
- 1995: Le Parfum de Mathilde della Vidéo Marc Dorcel
- 1994: Photographic modelling di Xavier Bonastre
- 1993: L'Affaire Savannah della Vidéo Marc Dorcel

### Miglior remake o adattamento
- 2000: Les Tontons Tringleurs di Alain Payet per Blue One
- 1999: Niqueurs Nés di Fred Coppula per Blue One

### Migliore serie amatoriale
- 2000: Euro Anal
- 1999: Hongrie interdite (francese)
- 1998: L'École de Laetitia (francese)
- 1997: Les Infirmières de Laetitia (francese)
- 1996: Nicht verliehen
- 1995: L'École de Laetitia

### Migliore serie amatoriale statunitense
- 2000: The Voyeur
- 1998: World Sex Tour

### Migliore serie amatoriale francese
- 2000: Le Fantasmotron

### AVN d'Or - Migliore realizzazione europea negli USA
- 2000: When Rocco Meats Kelly 2

### Migliore DVD
- 2000: La Ruée Vers Laure della Vidéo Marc Dorcel

### Film di platino (voto degli editori)
- 2000: Machos
- 1998: The Fugitive

### Miglior boxcover
- 2001: Madness della Private
- 2000: L'Esclave des sens della Vidéo Marc Dorcel
- 1998: Paris Chic
- 1997: The Pyramid della Private

### Miglior cofanetto
- 2001: Soirée de connes di Patrice Cabanel

### Miglior vendita
- 2000: Machos della Blue One
- 1997: The Pyramid della Private